# 고고타역
고고타역(일본어: 小牛田駅)은 일본 미야기현 도다군 미사토정에 있는 동일본 여객철도의 역이다. 섬식 승강장 2면 4선의 구조를 지닌 지상역이다. 도호쿠 본선 · 리쿠우토 선 · 이시노마키 선의 3개 노선이 상호 운행되고 있어, 접속역으로 되어 있다. 이 역의 소속 선은 도호쿠 본선이며, 리쿠우토 선과 이시노마키 선은 이 역이 기점이다. 이시노마키 선 마에야치역을 기점으로 하는 게센누마 선 열차의 대부분이 발착하고 있어, 사실상으로는 4개 노선의 열차가 이용한다.

## 타는 곳
| 1     | ■ 리쿠우토 선   | -      | 후루카와 · 나루코온센 · 신조 방면     |                           |
| 1     | ■ 도호쿠 본선   | (상행) | 마쓰시마 · 센다이 · 후쿠시마 방면     | (일부 열차)               |
| 2 · 3 | ■ 도호쿠 본선   | (상행) | 마쓰시마 · 센다이 · 후쿠시마 방면     |                           |
| 2 · 3 | ■ 도호쿠 본선   | (하행) | 세미네 · 이시코시 · 이치노세키 방면   |                           |
| 4     | ■ 이시노마키 선 |        | 마에야치 · 이시노마키 · 오나가와 방면 |                           |
| 4     | ■ 게센누마 선   |        | 시즈가와 · 모토요시 · 게센누마 방면   |                           |
| 4     | ■ 도호쿠 본선   | (상행) | 센다이 방면                           | (쾌속 '미나미산리쿠')     |
| 4     | ■ 리쿠우토 선   |        | 후루카와 방면                         | (이시노마키 선 직통 열차) |

## 이용 현황
| 연도     | 하루 평균 승차 인원 | 연도     | 하루 평균 승차 인원 |
| 2000년도 | 2,532               | 2006년도 | 2,154               |
| 2001년도 | 2,489               | 2007년도 | 2,133               |
| 2002년도 | 2,394               | 2008년도 | 2,069               |
| 2003년도 | 2,336               | 2009년도 | 2,049               |
| 2004년도 | 2,281               | 2010년도 | 1,984               |
| 2005년도 | 2,221               |          |                     |
| -------- | ------------------- | -------- | ------------------- |

## 역 주변
- 미사토 정청
- 국도 제108호선

## 인접 정차역
| 도호쿠 본선                 | 도호쿠 본선           | 도호쿠 본선              |
| --------------------------- | --------------------- | ------------------------ |
| 센다이 센다이 방면          | □ 쾌속 '미나미산리쿠' | 와쿠야 게센누마 방면     |
| 마쓰야마마치 센다이 방면    | ■ 보통                | 다지리 이치노세키 방면   |
| 리쿠우토 선                 |                       |                          |
| 시·종착역                   | ■ 리쿠우토 선         | 기타우라 신조 방면       |
| 이시노마키 선 · 게센누마 선 |                       |                          |
| 센다이 센다이 방면          | □ 쾌속 '미나미산리쿠' | 와쿠야 게센누마 방면     |
| 시·종착역                   | ■ 보통                | 가미와쿠야 오나가와 방면 |